# Aeterni Patris
Aeterni Patris, Do Pai Eterno, subintitulado Sobre a Restauração da Filosofia Cristã Conforme a Doutrina de São Tomás de Aquino, foi a terceira carta encíclica do Papa Leão XIII, publicada em 4 de agosto de 1879. Nela, o pontífice afirma que não há conflito entre fé e ciência, e recomenda a doutrina tomista, desenvolvida por Tomás de Aquino, como forma de resolver os aparentes problemas apresentados pela conciliação entre fé e razão. Esta doutrina deve ser a base de qualquer filosofia considerada cristã. 

## Contexto histórico
Leão XIII, já na sua primeira encíclica Inescrutabili Dei consilio (1878), depois de denunciar os males que afligiam a sociedade da época, tinha assinalado que «os princípios políticos falsos e inquietantes eram apoiados por doutrinas filosóficas errôneas»  Era, portanto, necessário dispor de uma filosofia que revelasse o erro destas doutrinas e que pudesse dar uma resposta adequada aos problemas do mundo contemporâneo.
Pio IX já havia expressado o valor da doutrina tomista, lembrando que, desde a morte de Santo Tomás, ela esteve presente em todos os concílios; Ele também aprovou explicitamente aqueles pontos da doutrina do santo que diziam respeito à relação entre razão e fé. Além disso, em 1857, este Papa foi responsável pelo primeiro elogio público às tentativas de restauração tomista.  Leão XIII adotou esta convicção do seu predecessor e decidiu promover decisivamente esta restauração do método tomista, para que, sem mimetismo, fosse aplicado à resolução de novos problemas colocados à sociedade e à teologia.
Após a publicação da encíclica, o Papa, em 15 de outubro de 1879, fundou a Academia de São Tomás de Aquino, ordenou que a filosofia de São Tomás fosse ensinada em todas as escolas romanas e providenciou a publicação de uma edição crítica das obras completas de São Tomás, a chamada edição leonina,  Desta forma, foram estabelecidas em Roma cátedras de filosofia e teologia tomistas no Colégio Romano dos Jesuítas, no Colégio de Propaganda Fide, na Universidade de Minerva e na Universidade Gregoriana. Fora de Roma, o foco tomista mais proeminente estava em Lovaina, onde o Instituto Superior de Filosofia foi criado para esse propósito em 1888. 

## Conteúdo
para a defesa e glória da fé católica, o bem da sociedade e o avanço de todas as ciências, renovem e propaguem a rica sabedoria de São Tomás. Dizemos a sabedoria de Santo Tomás, porque se há algo tratado pelos escolásticos com demasiada sutileza ou ensinado sem consideração; se há algo menos condizente com as doutrinas manifestas dos tempos recentes, ou, finalmente, não louvável de forma alguma, não é de forma alguma nossa intenção propô-lo para imitação hoje.— Encíclica Aeterni Patris
Assim, a encíclica introduz a missão da Igreja e dos seus pastores na defesa da verdade e, consequentemente, na promoção da verdadeira ciência, com especial atenção às ciências humanas e à filosofia, zelando para que sejam cultivadas com um método conforme à fé. O Papa explica como os males que atualmente afligem e ameaçam a sociedade têm sua origem no fato de que nela foram introduzidos erros graves sobre as realidades divinas e humanas, de modo que esses erros de inteligência influenciam a vontade e a ação. Pelo contrário, se a verdade reina na razão, a ação humana baseada nela será benéfica para a vida privada e pública. Daí a importância de uma filosofia correta para semear e defender a fé cristã; certamente ela não é suficiente, mas

O Filho unigênito do Pai Eterno, que apareceu na terra para trazer a salvação e a luz da sabedoria divina ao gênero humano, certamente fez um grande e admirável bem ao mundo quando, prestes a ascender novamente ao céu, ordenou aos apóstolos que "ide e ensinai todas as nações; e deixou a Igreja por ele fundada como a mestra comum e suprema dos povos.— Incipit da encíclica Aeterni Patris
A encíclica dedica boa parte do seu conteúdo a mostrar que não há contradição entre razão e fé; Além disso, embora as verdades da fé não possam ser alcançadas pela inteligência humana, a filosofia racional pode fornecer razões para credibilidade e explicar verdades reveladas. O Papa explica que as verdades naturais podem ser úteis à doutrina revelada, como evidenciado pelo fato de que os Padres da Igreja quiseram conhecer e estudaram o conhecimento dos infiéis. Com citações da Sagrada Escritura, a encíclica recorda as verdades divinas que a razão pode alcançar: em primeiro lugar, a existência de Deus, "porque pela grandeza da beleza da criatura se poderá chegar claramente ao conhecimento do seu Criador";  mas também a consistência da doutrina revelada. Assim a Igreja aconselhou o uso da filosofia na defesa da fé:

A filosofia, se empregada corretamente pelos sábios, pode certamente suavizar e facilitar de alguma forma o caminho para a verdadeira fé e preparar adequadamente as mentes de seus estudantes para receber a revelação; Por isso, com justiça, foi chamada pelos antigos, ora "instituição prévia à fé cristã", ora "prelúdio e auxílio do cristianismo", ora "pedagoga do Evangelho".— Encíclica Aeterni Patris
A encíclica observa que, para que a filosofia cumpra esse papel, ela deve rejeitar qualquer princípio que seja repugnante à doutrina revelada, pois isso seria um sinal seguro de que é repugnante à verdade. A encíclica revê então como, desde os Santos Padres até a teologia escolástica medieval, souberam aproveitar as contribuições da filosofia e fazê-la progredir, libertando-a dos erros que pudessem aparecer. Foi, portanto, obra da escolástica unir a ciência divina e a humana; sua teologia nunca poderia ter tido o sucesso que teve se sua filosofia não tivesse sido um sistema completo.
Leão XIII aponta São Tomás como o príncipe dos teólogos e filósofos escolásticos; O valor de sua obra é demonstrado pelo reconhecimento de universidades, papas e concílios gerais, e neste sentido ele lembra que os padres do Concílio de Trento, para organizar o concílio, queriam que a Summa de Tomás de Aquino fosse vista no altar junto com a Sagrada Escritura e os decretos dos papas. O Papa lamenta a guerra que tem sido travada contra a filosofia escolástica desde o surgimento da Reforma Protestante; assim, surgiram novos tipos de filosofia, que deram origem a dúvidas e hesitações, e não foi possível ter uma filosofia estável e robusta que permitisse revelar os erros e defender as verdades da fé.
O Papa comenta que não são poucos os cultivadores da filosofia que procuram restaurar a verdadeira filosofia e renovar a doutrina de Santo Tomás, devolvendo-lhe o seu antigo esplendor; elogia esta tentativa e o encoraja a continuar neste caminho; Ao mesmo tempo, ele recebe com gratidão todas as boas novidades que foram contribuídas para o conhecimento. Por esta razão, ele exorta veementemente todos os bispos a

Pois o Quinto Concílio de Latrão, depois de estabelecer que "toda afirmação contrária à verdade da fé revelada é completamente falsa, porque a verdade nunca se opôs à verdade", ordena aos Doutores em filosofia que tratem diligentemente da solução de argumentos enganosos, pois, como testemunha Santo Agostinho, "se uma razão for dada contra a autoridade das Divinas Escrituras, por mais afiada que seja, enganará com a aparência da verdade, mas não pode ser verdadeira"..— Encíclica Aeterni Patris
Não se trata, portanto, de manter o tomismo tal como chegou até sua época, mas de renovar o pensamento de Santo Tomás e prosseguir com seu espírito de investigação, aplicando-o às circunstâncias atuais. Uma empresa que necessita de ajuda divina, por isso ele pede que todos juntos orem a Deus para que derrame sobre a Igreja o espírito de ciência, entendimento e sabedoria; colocando diante de Deus o patrocínio de Santa Maria, com a intercessão de São José, e dos apóstolos Pedro e Paulo.